# El Clan
El Clan ist ein argentinischer Kriminalfilm aus dem Jahr 2015. Er beruht auf dem wahren Fall einer Familie aus Buenos Aires, die in der Übergangszeit zwischen Militärdiktatur und Demokratie in den 1980er-Jahren Geld mit Entführungen verdiente. Regisseur des Films ist Pablo Trapero.

## Handlung
Arquímedes Puccio lebt mit seiner Frau und fünf Kindern in Buenos Aires im Stadtteil San Isidro. Der Familienpatriarch arbeitet für den argentinischen Geheimdienst, wird jedoch nach dem Ende des Falklandkrieges 1982 arbeitslos. Er verlegt sich auf Entführungen, indem er die Opfer, zunächst Bekannte seines Sohnes Alejandro, gründlich ausspäht, gemeinsam mit zwei Komplizen entführt und in seinem Haus in San Isidro gefangenhält. Nach der Lösegeldübergabe werden die Opfer erschossen. Der älteste Sohn Alejandro, ein talentierter Rugbyspieler, wird bereits bei der Entführung des ersten Opfers, eines seiner Teamkollegen, als Lockvogel benutzt; die anderen Familienmitglieder kommen nur nach und nach hinter die kriminellen Tätigkeiten des Vaters, thematisieren sie dann aber im Familienkreis nicht. Die Lösegelder ermöglichen der Familie einen sozialen Aufstieg; der Feinkostladen der Familie wird geschlossen, in den Räumlichkeiten eröffnet Alejandro einen hippen Surfshop. Der jüngste Sohn Guillermo erträgt die Diskrepanz zwischen gespielter häuslicher Harmonie und brutaler Kriminalität des Vaters nicht mehr und nutzt eine Reise seines Rugbyteams, um sich nach Neuseeland abzusetzen. Alejandro gelingt es, den ebenfalls in Neuseeland wohnenden, zweitältesten Bruder Maguila zur Rückkehr nach Argentinien zu bewegen; dieser unterstützt das Treiben des Vaters kritiklos. Nach dem Übergang Argentiniens zur Demokratie lassen Arquímedes’ ehemalige Vorgesetzte, die bisher Ermittlungen gegen ihn blockiert hatten, ihn wissen, dass sie ihn nicht länger schützen können. Arquímedes fährt aber mit seinen Taten fort. 1985 wird ihm schließlich die Entführung einer Geschäftsfrau zum Verhängnis, als die Polizei die Geldübergabe überwacht, das Familienanwesen stürmt und die gesamte Familie verhaftet.

## Entstehungsgeschichte
Produziert wurde El Clan unter anderem von El Deseo, der Filmfirma von Pedro und Agustín Almodóvar, und dem argentinischen TV-Sender Telefe. Der Film legt sich eng an den zugrunde liegenden, tatsächlichen Kriminalfall an. Schauplätze, Handelnde und Opfer sind identisch; es wurde lediglich der zweitälteste Sohn Daniel in Maguila umbenannt. Der Fall erlangte seinerzeit in Argentinien erhebliche und die folgenden 30 Jahre überdauernde Medienaufmerksamkeit. Der Film war der an den Kassen erfolgreichste Film der argentinischen Filmgeschichte. Alejandro-Darsteller Juan Pedro Lanzani war vorher als Darsteller in Teenager-Serien und Sänger der Band Teen Angels eher einem jugendlichen Publikum bekannt.
Im Erscheinungsjahr des Films erschien in Argentinien die TV-Serie Historia de un clan, die sich ebenfalls mit den Machenschaften des Puccio-Clans auseinandersetzte.

## Rezeption
Der österreichische Standard hebt hervor, dass El Clan in seiner Fokussierung auf die Geschehnisse innerhalb der Puccio-Familie „im Herzen ein Familienfilm“ sei und insbesondere in der Figur des Arquímedes Puccio das Monströse im Gewöhnlichen zeige. Die Zeitung kritisierte, dass die Einordnung des Geschehens in die realpolitischen Umstände der Zeit im Film „fahrig“ wirke. Die FAZ stellte fest, Trapero habe eine „politische Geschichte in das Gewand eines Mafiathrillers geschlagen“ und wertete, der Fime erzähle seine Geschichte auf „schockierend alltägliche Weise“. Das Nachrichtenmagazin Der Spiegel urteilte, El Clan nähere „sich den Figuren mit einer irritierenden Unbekümmertheit“ und schaffe es fast, „die Zuschauer […] zu Komplizen (der Machenschaften der Puccios) zu machen“.
Regisseur Trapero gewann für El Clan bei den Internationalen Filmfestspielen von Venedig 2015 einen Silbernen Löwen für die beste Regie. Der Film wurde von der argentinischen Filmakademie für die Kategorie „Bester fremdsprachiger Film“ der Oscar-Verleihung 2015 nominiert. El Clan gewann außerdem den Goya 2015 in der Kategorie „Bester iberoamerikanischer Film“.